# Red Hot!
Red Hot! è una raccolta di Sammy Hagar, pubblicata dalla Capitol Records nel 1992.
I brani in essa contenuti sono tratti dai due album live All Night Long e Live 1980.

## Tracce
Le prime sei tracce provengono dall'album All Night Long, le restanti da Live 1980.
1. I've Done Everything for You – 3:25 – (Sammy Hagar)
2. Red – 4:57 – (John Carter/Sammy Hagar)
3. Rock 'n' Roll Weekend – 3:43 – (Sammy Hagar)
4. Make It Last/Reckless – 6:40 – (Sammy Hagar)
5. Turn Up the Music – 5:46 –(John Carter/Sammy Hagar)
6. Bad Motor Scooter – 7:07 – (Sammy Hagar)
7. Love or Money – 3:57 – (Sammy Hagar)
8. Plain Jane – 2:26 – (Sammy Hagar)
9. 20th Century Man – 3:59 – (Sammy Hagar/Gary Pihl)
10. The Danger Zone – 5:00 – (Sammy Hagar)
11. Space Station #5 – 4:28 – (Sammy Hagar/Ronnie Montrose) (Montrose Cover)

## Formazione
- Sammy Hagar - voce (tutte), chitarra (tracce 7-11)
- Denny Carmassi - batteria (tracce 1-6)
- Chuck Ruff - batteria (tutte)
- Bill Church - basso (tutte)
- Alan Fitzgerald - tastiere (tracce 1-6)
- Gary Pihl - chitarra (tutte), tastiere (tracce 7-11)